# Pašásana

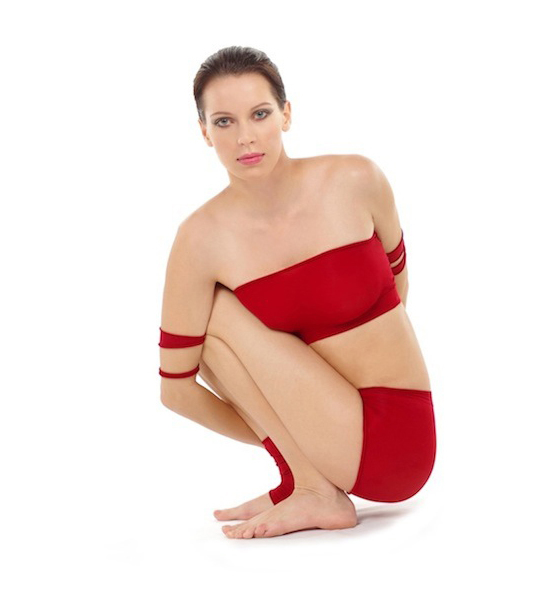
Pašásana

Pašásana (पाशासन, pāśāsana) neboli smyčka Àsana je jednou z pozic jógy.

## Etymologie
Název pochází ze sanskrtských slov pasa (nebo paša) (पाश, pāśa) „smyčka“  a asana (आसन), „držení těla“.

## Popis
V této pozici lidské tělo vytváří smyčku, jogín zabalí své paže kolem své nohy v podřepu s rukama sepjatýma za zády a s tělem zkrouceným na jednu stranu.

## Výhody
Pozice se tradičně užívá pro uvolnění zad, ramen a krku, pro astma, poruchy trávení, nadýmání, menstruační potíže a ischias.